# Димитър Икономов (свещеник)
Вижте пояснителната страница за други личности с името Димитър Икономов.
Димитър (Поп) Георгиев Икономов или Стоянов, известен и като Рибнишкия поп и Димитрето, е български свещеник, просветен деец и революционер, участник в Кресненско-Разложкото въстание.

## Биография
Икономов е роден през 1828 година в малешевската паланка Берово, тогава в Османската империя, днес в Северна Македония. Син е на иконом поп Георги Паланецки. Брат му Веселин Икономов е революционер от ВМОРО.
Димитър Икономов учи шивашкия занаят в Берово и работи като шивач гурбетчия из Каршияка. В 1841 година се опитва да открие българско училище в женския манастир „Свети Архангел Михаил“ в Берово, но наклеветен от гъркоманите е арестуван и затворен. Преселва се в мелнишкото село Горна Рибница, където се жени за чорбаджийска дъщеря и работи като шивач. Открива тайно килийно училище в Нуревата воденица на 10 май 1844 година. Две години по-късно към воденицата е направена специална училищна стая с вход от покрива. В училището си Димитър Икономов въвежда елементи от взаимноучителния метод. Напредналите учат часослова, псалтира и църковно пеене, а начинаещите само четене и писане. Всички учат история, смятане и шивачество. Училището бързо става известно в Мелнишката епархия и в него идват деца и отвъд Струма.
Димитър Икономов е ръкоположен за свещеник и става пръв настоятел на построената в 1849 година църква „Свети Атанасий“, като продължава да учителства. Непрекъснато е клеветен и затварян от властите. В 1857 година след интриги на владиката Дионисий Мелнишки е осъден на 4 години затвор. След освобождаването си бяга в Сърбия и в 1861 година постъпва в Първата българска легия на Георги Раковски. По-късно се завръща в Горна Рибница. През 1871 година е избран за председател на Мелнишката българска община.
Икономов участва в революционната подготовка в 1876 година. Арестуван е и получава смъртна присъда, заменена по-късно от доживотен затвор в Диарбекир. По пътя към Диарбекир Икономов успява да избяга.
След частичното Освобождение по време на Кресненско-Разложкото въстание Икономов е войвода на чета, която се сражава в областта Каршияк.
След въстанието емигрира в Свободна България и се заселва в Дупница. Тук служи като свещеник в черквата „Свети Никола“, в двора на която е погребан.